# David M. Jacobs
David Michael Jacobs (10 de agosto de 1942) es un historiador estadounidense especializado en historia del siglo XX y cultura norteamericana. Es sobre todo conocido en el campo de la ufología por sus investigaciones sobre abducciones extraterrestres y ovnis.

## Formación
Jacobs obtuvo el doctorado en la Universidad de Wisconsin-Madison en 1973, en el campo de la historia intelectual. Escribió su tesis sobre la polémica en torno a los ovnis en los Estados Unidos. En 1975 publicó una edición revisada de su tesis con el título The UFO Controversy in America. Como miembro facultativo del departamento de historia de la Universidad de Temple, Jacobs se especializó en extraterrestres grises, geografía e historia de la cultura popular norteamericana del siglo XX. Desde hace más de 25 años imparte un curso sobre "Los ovnis en la sociedad norteamericana".

## Investigación ufológica
Jacobs tiene un perfil alto en el campo de la ufología. Ha dado muchas conferencias, ha sido entrevistado y ha participado en muchos programas de radio y televisión sobre el tema de las abducciones extraterrestres.
En los últimos años, Jacobs ha defendido públicamente que los resultados de sus investigaciones, que incluyen el uso de la hipnosis regresiva sobre aquellos que afirman haber sido secuestrados por extraterrestres, demuestran que estos últimos están creando híbridos entre humanos y alienígenas para llevar a cabo un programa secreto de infiltración, con el objetivo final de tomar el poder sobre la Tierra.
Jacobs afirma que estos híbridos están aprendiendo a mezclarse en la sociedad de forma que no puedan ser distinguidos de los humanos normales y que esto está pasando en todo el mundo.
En 1993 le fue concedido el Premio Ig Nobel de Psicología, premio satírico que no debe confundirse con el Premio Nobel, compartido con el psiquiatra John Mack.

## Obras
- The UFO Controversy in America. Bloomington: Indiana University Press, 1975 ISBN 9780253190062
- Secret Life: Firsthand Accounts of UFO Abductions. New York: Simon & Schuster, 1992 ISBN 0671748572
- The Threat:Revealing the Secret Alien Agenda. Simon & Schuster, 1998 ISBN 0-6848-1484-6
- UFOs and Abductions: Challenging the Borders of Knowledge. Lawrence, Kan.: University Press of Kansas, 2000. ISBN 0700610324